# Vincennes

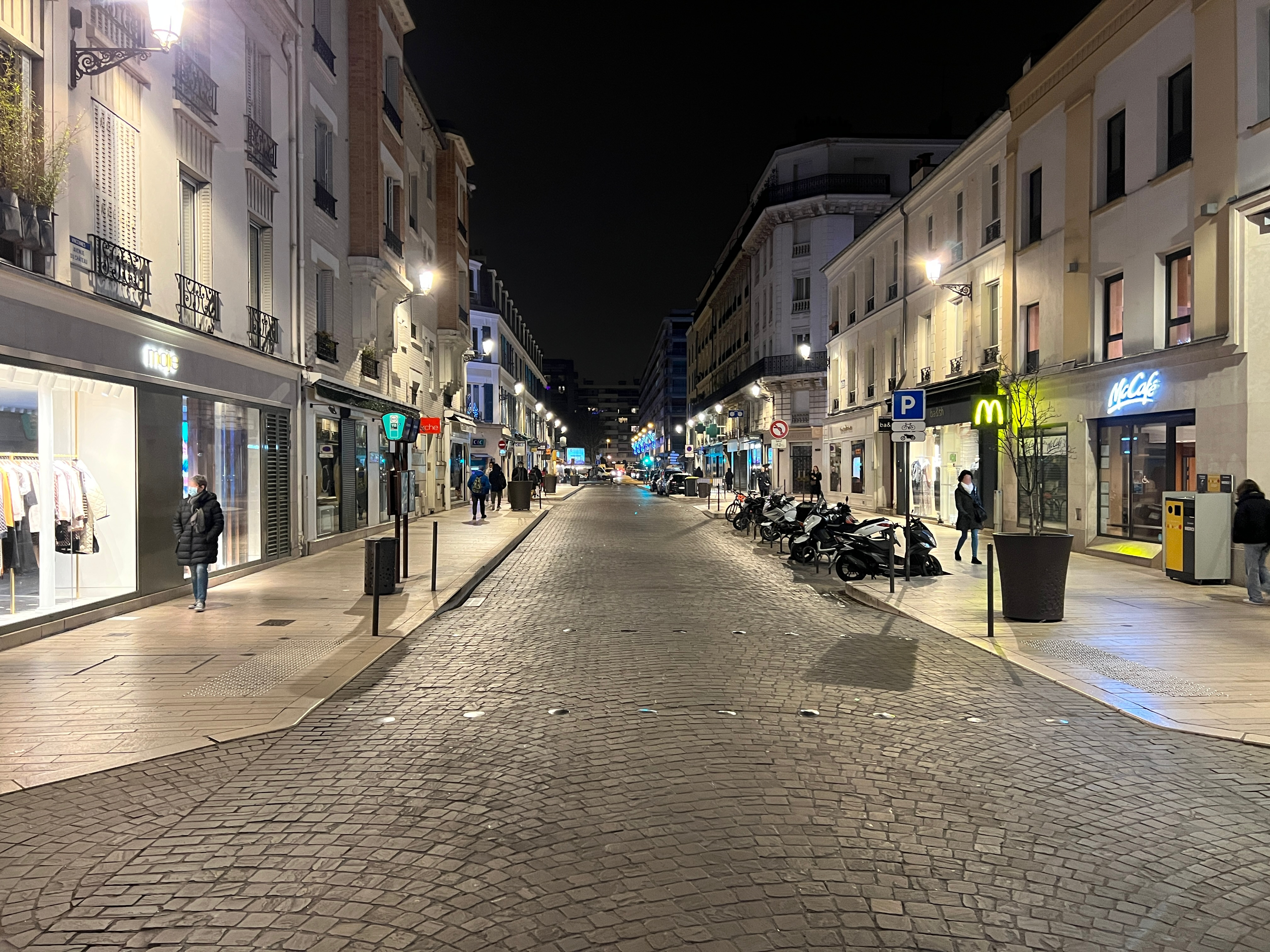
Avenue Château

Vincennes es una ciudad de Francia situada en el departamento de Valle del Marne, en la región de Isla de Francia. Tiene una población estimada, en 2020, de 49 697 habitantes.
Tomó su nombre del Bosque de Vincennes, situado al sur de la ciudad, que pasó a ser propiedad del Ayuntamiento de París. 

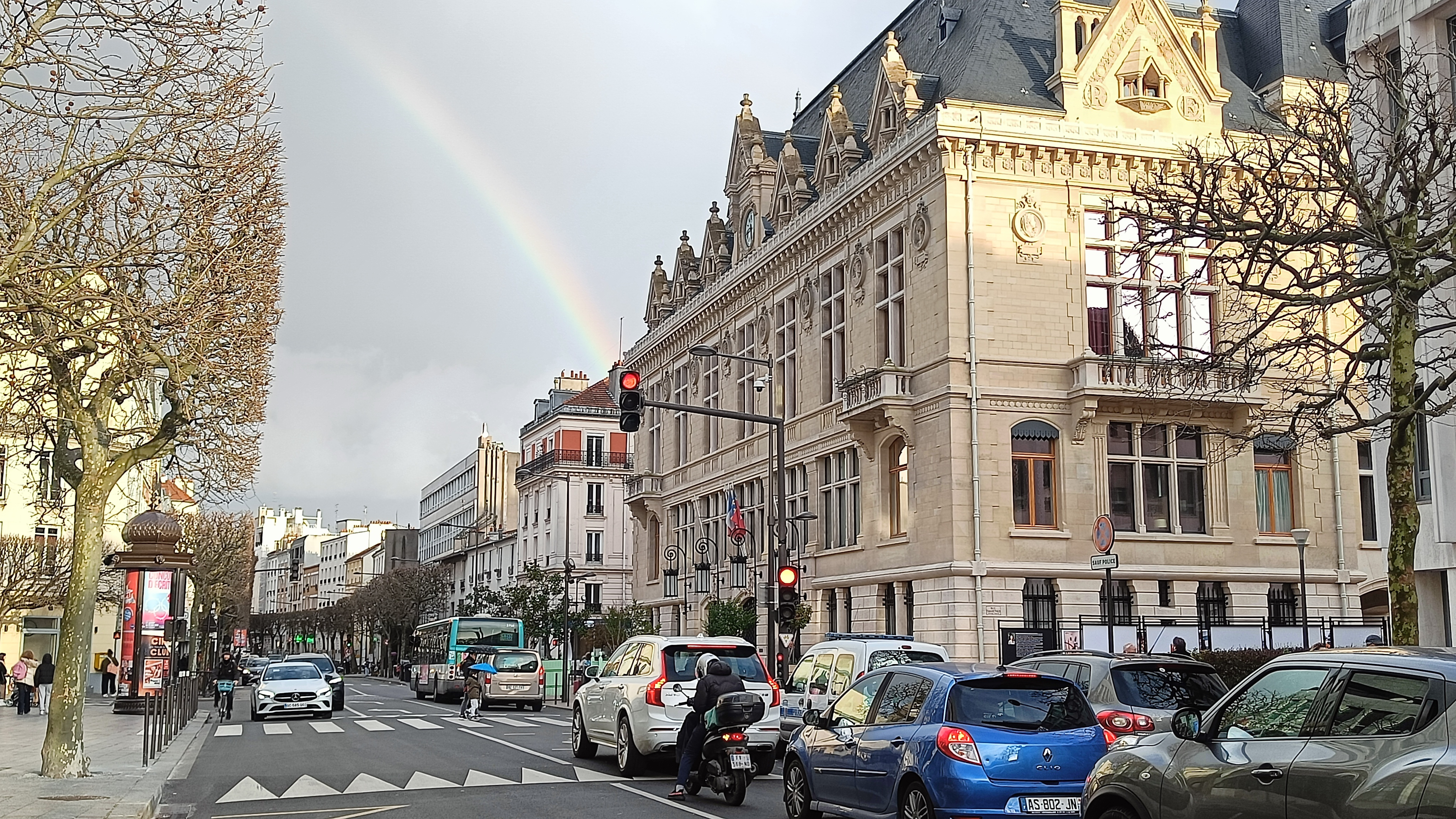
Alcaldía, rue de Fontenay en Vincennes.

Vincennes es famosa por su castillo, una fortaleza que refleja unos nueve siglos de historia francesa.

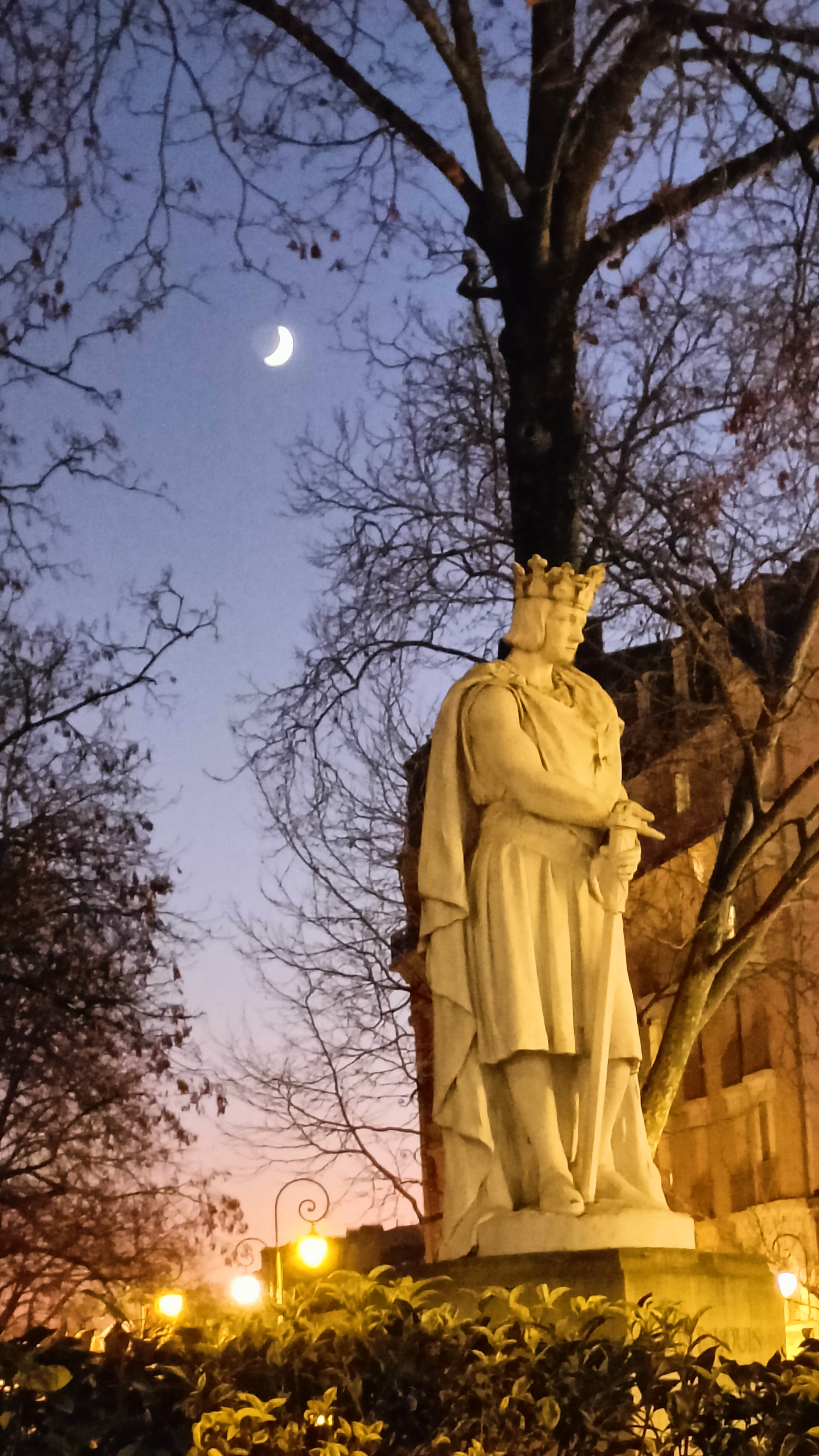
Estatua del rey Saint Louis en el Château de Vincennes.

## Economía
La gran mayoría de las empresas de Vincennes son pequeñas empresas, ya que el 73% de ellas no tienen empleados y el 92% tienen menos de 10 empleados.

## Demografía
El 36.3% de los habitantes tienen menos de 25 años, el 43.9% tienen entre 25 y 59 años, el 19.7% tienen 60 años o más.
El 31.1% de los habitantes son ejecutivos o profesionales.
| 50 436 | 49 143 | 44 261 | 42 870 | 42 267 | 43 595 | 49 697 |
| Para los censos de 1962 a 1999 la población legal corresponde a la población sin duplicidades (Fuente: INSEE [Consultar]) |        |        |        |        |        |        |

## Monumentos
- Castillo de Vincennes

## Transporte
- Metro

- RER A: Vincennes

- Gran número de líneas de autobuses

## Instalaciones culturales
- El Espacio Sorano, que incluye un teatro y una sala de cine
- Un cine de cuatro salas, Le Vincennes, que incluye proyecciones en formato original

- Una sala de espectáculos en el centro Georges Pompidou, con capacidad para 525 personas

- El centro Cœur de Ville incluye una medioteca, un jardín y un auditorio con capacidad para 284 personas.[6]